# کیزیلگا
کیزیلگا (انگلیسی: Kyzylga) یک شهرک در شهرستان چیشمینسکی در استان باشقیرستان کشور روسیه است.